# GSC2195-2313
GSC2195-2313 — хімічно пекулярна зоря спектрального класу A3, що має видиму зоряну величину в смузі V приблизно  9,8.